# John Reuben
John Reuben Zappin (Columbus, 14 de janeiro de 1979) é um cantor norte-americano de hip-hop cristão.
Reuben vendeu mais de 200 mil cópias com os seus quatro álbuns de estúdio.
Reuben já participou em turnês e abriu diversos concertos para artistas como Relient K, Five Iron Frenzy e TobyMac.

## Biografia
Criado em Pataskala, Ohio, um subúrbio de Columbus, Reuben teve o seu primeiro contato com o rap no autocarro que apanhava para a cidade, em que abria os concursos de rap da cidade com 15 anos de idade.
Mais tarde, lança o EP independente, Monuments, que chamou a atenção da gravadora Gotee Records. Assinaram então um contrato, lançando em 2000 o seu primeiro álbum, Are We There Yet?.
O lançamento seguinte, Hindsight de 2002, continuou a mostrar o leque variado de estilos musicais e por vezes letras engraçadas. O disco foi descrito como "muito eclético, um álbum de hip-hop criativo que mistura a velha escola com uma produção progressiva". Tornando-se a versão cristã de Eminem, os dois primeiros lançamentos estabeleceram-no como um artista original, sarcástico, tornando-se o artista da Gotee Records com mais vendas no estilo rap.
Professional Rapper de 2003 marca a estreia como artista produtor. O disco é bastante diferente dos seus trabalhos anteriores, usando mais instrumentos e menos misturas nas faixas apresentadas. Além dessas diferenças, o álbum é mais negro quer nas letras e sentimentos. Adrienne Camp da banda The Benjamin Gate contribui nas vocais em duas faixas para este álbum.
No ano seguinte, Reuben edita So In Hindsight the Professional Rapper Isn't There Yet em 2004, um álbum de remixes de músicas dos três primeiros discos. O disco The Boy vs. The Cynic de 2005 mantém a não-seriedade das letras que caracterizaram o início do trabalho de Reuben. Tim Skipper da banda House of Heroes participa na faixa "So Glad".
O seu sexto álbum, Word of Mouth, foi lançado a 6 de Fevereiro de 2007. A Allmusic chamou-lhe um "inqualificavél triunfo" e que "não encontrarás mais verdadeiro e honesto álbum este ano".
Em 22 de dezembro de 2009, foi lançado o sétimo álbum (sexto álbum de estúdio) de John Reuben, pela Gotee Records nomeado de Sex, Drugs and Self-Control.
O álbum foi indicado para o Dove Awards de Rap/Hip-Hop Álbum do Ano, no GMA Dove Awards 42, enquanto a canção "No Be Nah" foi nomeado para Rap/Hip-Hop canção do Ano.

## Discografia

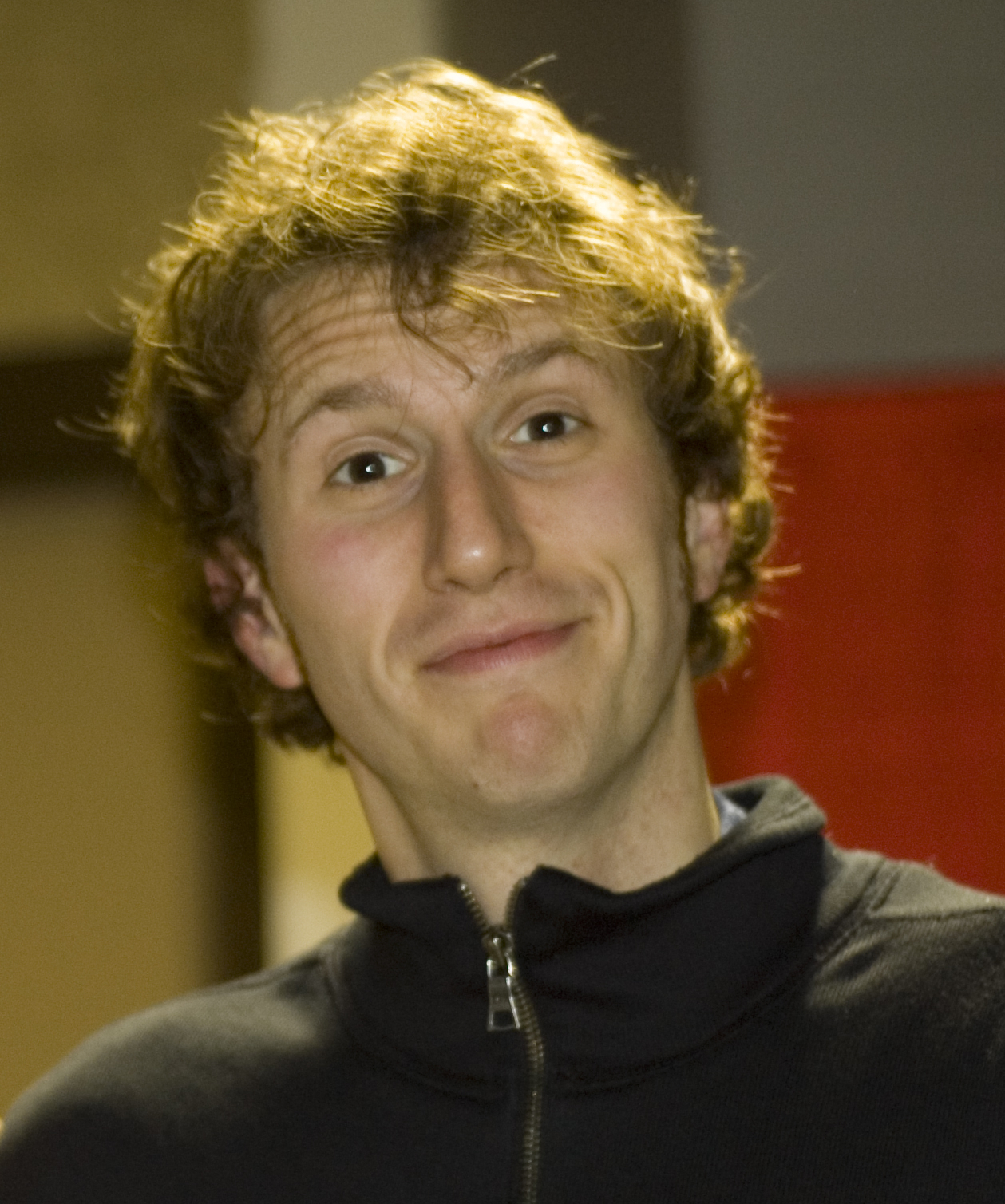
John Reuben

### Álbuns de estúdio
- 2000 — Are We There Yet?
- 2002 — Hindsight
- 2003 — Professional Rapper
- 2005 — The Boy vs. The Cynic
- 2007 — Word of Mouth
- 2009 — Sex, Drugs, And Self-Control

### Remixes
- 2004 — So In Hindsight the Professional Rapper Isn't There Yet